# Walter Lienau
Walter Lienau (* 5. Juni 1906 in Hamburg; † 12. April 1941 am Klidi-Pass) war ein deutscher Studentenfunktionär und Vorsitzender der Deutschen Studentenschaft.

## Leben
Lienau war der Sohn von Arnold Lienau, Vorsitzender des Hamburger Landesverbandes der nationalkonservativen DNVP. Walter Lienau legte im September 1924 das Abitur am Hamburger Wilhelm-Gymnasium ab. Er studierte von 1926 bis 1930 Landwirtschaft an der Technischen Hochschule München. 1927 wurde er Mitglied des Corps Isaria. 1930 bestand er das Examen als Diplom-Landwirt.
Bereits zum 4. Oktober 1925 trat Lienau der NSDAP (Mitgliedsnummer 19.829) und 1928 der SS bei (SS-Nummer 1.193). 1929 wurde er Hochschulgruppenführer des NSDStB an der TH München, 1930/31 Kreisleiter Bayern der Deutschen Studentenschaft (DSt) und des NSDStB sowie hochschulpolitischer Referent in der Reichsleitung des Studentenbundes. Von Juli bis Dezember 1931 war er Vorsitzender der DSt. Nach einem Konflikt mit dem Reichsführer des NSDStB Baldur von Schirach zog er sich aber aus der Hochschularbeit zurück und übernahm die Bewirtschaftung des elterlichen Hofes in Schleswig-Holstein. 1935 wurde er Abteilungsleiter im Rasse- und Siedlungshauptamt der SS, war dann aber wieder als Landwirt tätig. 1936 avancierte er zum SS-Hauptsturmführer. 1938 wurde er Vorsitzender des Kreisgerichts Pinneberg der NSDAP. Am Zweiten Weltkrieg nahm er als Freiwilliger in der Leibstandarte SS Adolf Hitler teil und fiel im April 1941 in Griechenland.
Lienaus Schrift Ueber Freimaurer und Logen (Fritsch jün., Leipzig 1936) wurde nach Kriegsende in der Sowjetischen Besatzungszone auf die Liste der auszusondernden Literatur gesetzt.